# Rajd Francji 2002
Rezultaty Rajdu Francji (46ème Rallye de France – Tour de Corse), eliminacji Rajdowych Mistrzostw Świata w 2002 roku, który odbył się w dniach 8 – 10 marca. Była to trzecia runda czempionatu w tamtym roku i druga asfaltowa, a także druga w Production Cars WRC. Bazą rajdu było miasto Ajaccio. Zwycięzcami rajdu zostali Francuzi Gilles Panizzi i Hervé Panizzi w Peugeocie 206 WRC. Wyprzedzili oni Finów Marcusa Grönholma i Timo Rautiainena jadących Peugeotem 206 WRC oraz Brytyjczyków Richarda Burnsa i Roberta Reida również w Peugeocie 206 WRC. Z kolei w Production Cars WRC zwyciężyła peruwiańsko-hiszpańska załoga Ramón Ferreyros i Diego Vallejo, jadący Mitsubishi Lancerem Evo 7.
Rajdu nie ukończyło czterech kierowców fabrycznych. Brytyjczyk Colin McRae w Fordzie Focusie WRC odpadł na 15. odcinku specjalnym z powodu wypadku. Fin Tommi Mäkinen w Subaru Imprezie WRC uległ wypadkowi na 10. odcinku specjalnym. Szwed Kenneth Eriksson w Škodzie Octavii WRC zrezygnował z dalszego udziału w rajdzie na 14. oesie z powodu awarii dyferencjału. Natomiast Polak Tomasz Kuchar w Hyundaiu Accencie WRC odpadł z rajdu na 1. oesie z powodu awarii przepustnicy.

## Klasyfikacja ostateczna
| Miejsce                      | Zawodnik                  | Pilot                     | Samochód                  | Czas                      | Strata                    | Grupa                     | Punkty                    |
| WRC (pierwsza dziesiątka)    | WRC (pierwsza dziesiątka) | WRC (pierwsza dziesiątka) | WRC (pierwsza dziesiątka) | WRC (pierwsza dziesiątka) | WRC (pierwsza dziesiątka) | WRC (pierwsza dziesiątka) | WRC (pierwsza dziesiątka) |
| ---------------------------- | ------------------------- | ------------------------- | ------------------------- | ------------------------- | ------------------------- | ------------------------- | ------------------------- |
| 1.                           | Gilles Panizzi            | Hervé Panizzi             | Peugeot 206 WRC           | 3:54:40.3                 |                           | A8 M                      | 10                        |
| 2.                           | Marcus Grönholm           | Timo Rautiainen           | Peugeot 206 WRC           | 3:55:20.8                 | +40.5                     | A8 M                      | 6                         |
| 3.                           | Richard Burns             | Robert Reid               | Peugeot 206 WRC           | 3:55:32.7                 | +52.4                     | A8 M                      | 4                         |
| 4.                           | Philippe Bugalski         | Jean-Paul Chiaroni        | Citroën Xsara WRC         | 3:56:42.5                 | +2:02.2                   | A8                        | 3                         |
| 5.                           | Petter Solberg            | Phil Mills                | Subaru Impreza WRC        | 3:57:08.5                 | +2:28.2                   | A8 M                      | 2                         |
| 6.                           | Carlos Sainz              | Luís Moya                 | Ford Focus WRC            | 3:57:13.1                 | +2:32.8                   | A8 M                      | 1                         |
| 7.                           | François Delecour         | Daniel Grataloup          | Mitsubishi Lancer WRC     | 3:59:48.1                 | +5:07.8                   | A8 M                      |                           |
| 8.                           | Markko Märtin             | Michael Park              | Ford Focus WRC            | 4:00:00.3                 | +5:20.0                   | A8 M                      |                           |
| 9.                           | Freddy Loix               | Sven Smeets               | Hyundai Accent WRC        | 4:00:54.1                 | +6:13.8                   | A8 M                      |                           |
| 10.                          | Alister McRae             | David Senior              | Mitsubishi Lancer WRC     | 4:01:12.8                 | +6:32.5                   | A8 M                      |                           |
| PCWRC (punktujący zawodnicy) |                           |                           |                           |                           |                           |                           |                           |
| 1. (17.)                     | Ramón Ferreyros           | Diego Vallejo             | Mitsubishi Lancer Evo 7   | 4:17:24.9                 |                           | N4                        | 10                        |
| 2. (19.)                     | Dimityr Iliew             | Petar Siwow               | Mitsubishi Lancer Evo 7   | 4:20:36.8                 | +3:11.9                   | N4                        | 6                         |
| 3. (21.)                     | Martin Rowe               | Chris Wood                | Mitsubishi Lancer Evo 6   | 4:24:48.3                 | +7:23.4                   | N4                        | 4                         |
| 4. (22.)                     | Gustavo Trelles           | Jorge del Buono           | Mitsubishi Lancer Evo 7   | 4:26:35.6                 | +9:10.7                   | N4                        | 3                         |
| 5. (23.)                     | Beppo Harrach             | Jutta Gebert              | Mitsubishi Lancer Evo 6   | 4:29:36.2                 | +12:11.3                  | N4                        | 2                         |
| 6. (24.)                     | Stefano Marrini           | Tiziana Sandroni          | Mitsubishi Lancer Evo 7   | 4:31:40.5                 | +14:15.6                  | N4                        | 1                         |

1. ↑  Litera M przy oznaczeniu grupy do której należy samochód oznacza, iż tylko ci kierowcy zdobywali punkty dla swoich zespołów liczonych w klasyfikacji producentów na koniec sezonu.

## Zwycięzcy odcinków specjalnych
| Dzień      | Odcinek | G. rozp. | Nazwa              | Długość | Zwycięzca                      | Czas    | Lider rajdu    |
| ---------- | ------- | -------- | ------------------ | ------- | ------------------------------ | ------- | -------------- |
| 1 8 marca  | SS1     | 08:15    | Cuttoli 1          | 17.72km | Gilles Panizzi                 | 11:33.3 | Gilles Panizzi |
| 1 8 marca  | SS2     | 09:44    | Ocana 1            | 11.65km | Gilles Panizzi                 | 7:26.1  | Gilles Panizzi |
| 1 8 marca  | SS3     | 11:55    | Petreto 1          | 36.73km | Gilles Panizzi                 | 23:45.0 | Gilles Panizzi |
| 1 8 marca  | SS4     | 14:04    | Cuttoli 2          | 17.72km | Gilles Panizzi                 | 11:33.0 | Gilles Panizzi |
| 1 8 marca  | SS5     | 14:52    | Ocana 2            | 11.65km | Marcus Grönholm                | 7:57.8  | Gilles Panizzi |
| 2 9 marca  | SS6     | 09:24    | Petreto 2          | 36.73km | Petter Solberg                 | 24:29.2 | Gilles Panizzi |
| 2 9 marca  | SS7     | 11:40    | Carbuccia 1        | 10.66km | Gilles Panizzi                 | 7:28.2  | Gilles Panizzi |
| 2 9 marca  | SS8     | 12:05    | Vero 1             | 18.28km | Gilles Panizzi                 | 13:01.7 | Gilles Panizzi |
| 2 9 marca  | SS9     | 12:47    | Lopigna 1          | 27.81km | Richard Burns                  | 18:11.6 | Gilles Panizzi |
| 2 9 marca  | SS10    | 15:01    | Carbuccia 2        | 10.66km | Petter Solberg                 | 7:55.4  | Gilles Panizzi |
| 2 9 marca  | SS11    | 15:26    | Vero 2             | 18.28km | Gilles Panizzi                 | 13:11.0 | Gilles Panizzi |
| 2 9 marca  | SS12    | 16:05    | Lopigna 2          | 27.81km | Gilles Panizzi                 | 18:17.6 | Gilles Panizzi |
| 3 10 marca | SS13    | 09:29    | Pentiencier Coti 1 | 24.21km | Colin McRae                    | 15:11.1 | Gilles Panizzi |
| 3 10 marca | SS14    | 10:05    | Pont de Calzola 1  | 31.79km | Richard Burns                  | 19:23.9 | Gilles Panizzi |
| 3 10 marca | SS15    | 12:07    | Pentiencier Coti 2 | 24.21km | Gilles Panizzi Marcus Grönholm | 15:10.4 | Gilles Panizzi |
| 3 10 marca | SS16    | 12:43    | Pont de Calzola 2  | 31.79km | Philippe Bugalski              | 19:09.4 | Gilles Panizzi |

## Klasyfikacja po 3 rundach
Tabele przedstawiają tylko pięć pierwszych miejsc.

### Kierowcy
| Lp. | Kierowca        | Pkt |
| --- | --------------- | --- |
| 1   | Marcus Grönholm | 18  |
| 2   | Gilles Panizzi  | 10  |
| 3   | Tommi Mäkinen   | 10  |
| 4   | Carlos Sainz    | 9   |
| 5   | Richard Burns   | 7   |

### Producenci
| Lp. | Producent                    | Pkt |
| --- | ---------------------------- | --- |
| 1   | Peugeot Total                | 36  |
| 2   | Ford Rallye Sport            | 20  |
| 3   | 555 Subaru WRT               | 16  |
| 4   | Marlboro Mitsubishi Ralliart | 5   |
| 5   | Hyundai Castrol WRT          | 1   |